# Economía Social
La Economía Social (en alemán original Gesellschaftliche Wirtschaft) es una teoría sociológica y económica que trata sobre "un sujeto económicamente ideal", la humanidad como una unidad, y la contrasta con la naturaleza, de modo que las cuestiones en las que están en desacuerdo los intereses particulares y la justicia económica serían tan irrelevantes como "lo serían a la economía de Robinson Crusoe".
La locución economía social no siempre ha tenido como contenido conceptual a aquella realidad social y económica 'situada entre (o diferente de) la economía pública y la economía privada capitalista' como se suele definir a lo que convencionalmente se denomina economía social que es una economía práctica de lineamiento particular, voluntario y solidario. Desde principios del siglo XIX, con autores como Léon Walras, Ramón de la Sagra y Friedrich von Wieser, se extendieron otras concepciones de esta locución como es el caso de la teoría de la Economía Social o Gesellschaftliche Wirtschaft de la que trata este artículo.

## Sociología de Wieser: la Economía Social
Wieser trató de explicar las relaciones y fuerzas sociales a través de un estudio de la Historia y llegó a la conclusión de que las fuerzas económicas tomaban un papel predominante en la evolución social. A pesar de su interés por objetivos colectivos, como el bienestar económico, Wieser adoptó un planteamiento individualista rechazando explícitamente la estructura colectiva, aproximándose al liberalismo, y estableciendo la diferencia esencial entre su Economía Social en general y la economía socialista de corte estadocéntrico (ver Wieser y liberalismo).

La Economía Social está dirigida por una sola mente. Esto contesta su objetivo de una manera intachable porque es una mente sistemática y la dirige indiscutiblemente. Este director prevé finales, los sopesa sin el error o la pasión, y mantiene una disciplina que asegura que todas las directrices son ejecutadas con precisión y habilidad extremas, y sin pérdida de energía. Más aún, asumiremos que todas las fuerzas precisas individuales son colocadas en la disposición de esta dirección social alegremente, como si se hubieran alistado en su interés individual.
Friedrich von Wieser, Theorie der gesellschaftlichen Wirtschaft (Teoría de la Economía Social), 1914.

Para Wieser, el individuo es la raíz de todas las decisiones. Las decisiones se toman frente a determinadas restricciones. Las instituciones son las que definen las restricciones que afectan las decisiones individuales. El reflejo de estas conclusiones en la Economía Política se observa en acciones como:
- La regulación de las empresas imperfectamente competitivas siempre que existan beneficios de capital que se estén perdiendo.

- La imposición progresiva basada en la utilidad marginal decreciente: El Estado no debía intentar la compensación de todas las desigualdades de renta y propiedad por medio de una imposición progresiva, sino que la imposición progresiva debe desarrollarse dentro de la doctrina de la utilidad marginal decreciente, es decir, cada nueva imposición suma una cierta "cantidad" de utilidad cada vez menor. Así, un impuesto progresivo desmesurado, por ejemplo sobre la riqueza, violaría el espíritu privado de la Economía Social de Wieser.

- El deber del Estado como productor de bienes públicos (creando la diferenciación entre bienes públicos y bienes privados que en un futuro recogería su discípulo Friedrich August von Hayek[2]).

- La actuación de los sindicatos equilibrando socialmente el poder beneficiando, frente a las empresas, a los obreros, los cuales sólo pueden aspirar a obtener su productividad marginal.

Estas condiciones en las cuales los recursos serían asignados para asegurar la mayor utilidad las describe a partir de su concepto de economía ideal al que denomina Economía Social en la primera parte de su tratado Theorie der gesellschaftlichen Wirtschaft (Teoría de la Economía Social), con el título La Teoría de la Economía Social. Con dicho concepto realiza suposiciones idealizadas sirviéndose de dicho concepto como la prueba patrón normativa para evaluar la eficacia de la actuación administritativa en la economía de mercado.
Entonces la Economía Social de Wieser es, en efecto, una economía comunista en la cual, lográndose la mayor productividad, los recursos escasos son asignados por un planificador omnipresente y benévolo, que posee la perspicacia directa y exacta a la hora de conocer las intensidades de las satisfacciones experimentadas y las necesidades por los miembros individuales de sociedad, en la cual todos poseen exactamente los mismos gustos y las mismas escalas de utilidad y reciben los mismos ingresos. Además, sus direcciones son seguidas sin duda por una mano de obra totalmente dócil.